# إميل فويجت
إميل فويجت (بالإنجليزية: Emil Voigt)‏ هو لاعب جمباز فني أمريكي، ولد في 15 ديسمبر 1879 في ميزوري في الولايات المتحدة، وتوفي في 26 فبراير 1946 في ديترويت في الولايات المتحدة.

## وصلات خارجية
- إميل فويجت على موقع أوليمبيديا (الإنجليزية)